# Alois Löcherer

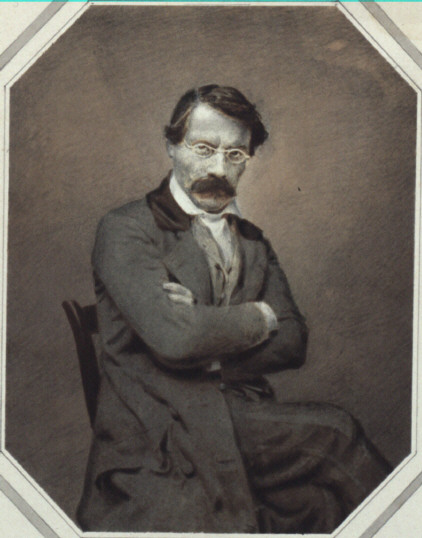
Alois Löcherer, Selbstporträt, um 1850

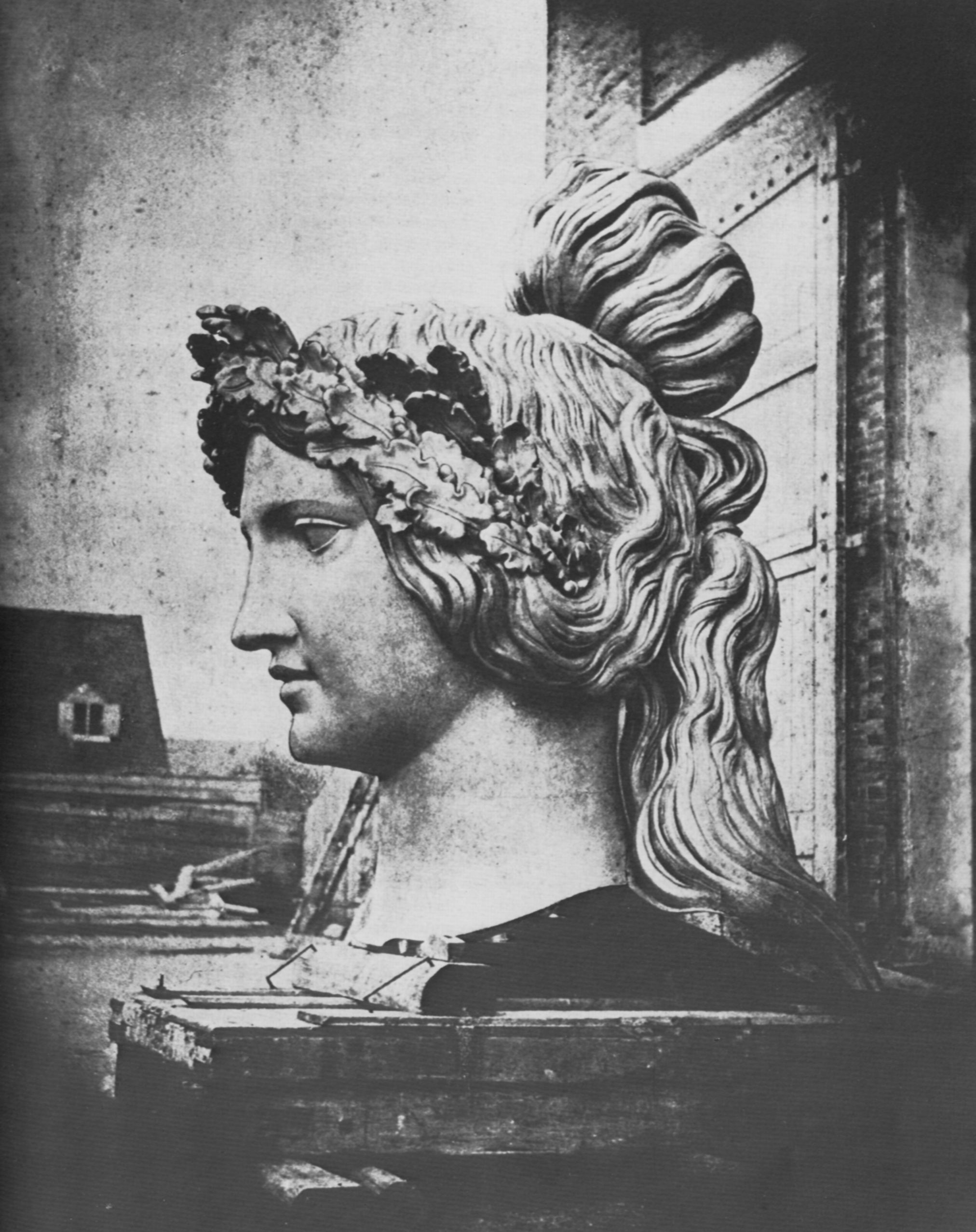
Alois Löcherer: Foto vom Kopf der Münchener Bronze-Statue der Bavaria nach dem Guss und vor der Montage, um 1850

Alois Löcherer (* 14. August 1815 in München; † 15. Juli 1862 daselbst) war einer der frühen Pioniere der Fotografie in Bayern und in Deutschland.

## Leben
Löcherer studierte an der Ludwig-Maximilians-Universität Pharmazie und Chemie. Wie Martin Härtinger wurde er 1837 Mitglied des Corps Suevia München. Ihm blieb er zeitlebens als Renoncephilister verbunden. Anschließend arbeitete er in einer Apotheke seiner Heimatstadt. Schon 1839 hatten Franz von Kobell und Carl August von Steinheil in München erstmals in  Deutschland Daguerreotypien aufgenommen. Löcherer wandte sich schon sehr früh der Kalotypie zu. Ab etwa 1845 übte er die Fotografie beruflich aus. Sein Atelier im Erdgeschoss von Karlsplatz 14 galt als eines der ersten der Stadt. Neben zahlreichen Porträts aus der Zeit haben sich seine Aufnahmen vom Guss und der Montage der Bavaria-Statue erhalten. Zu seinen Schülern zählten Moritz Eduard Lotze, Franz Hanfstaengl und Joseph Albert. Alois Löcherer starb im Alter von 46 Jahren.

## Familie
Alois Löcherer war verheiratet mit Friederike Fröhlich (1815–1900) einer Tochter des Philologen Johann Fröhlich (1780–1849). Da die Brüder seiner Frau Ernst Fröhlich und Bernhard Fröhlich im selben künstlerischen Feld tätig waren übernahm sein Schwager Bernhard Fröhlich das Atelier von Löcherer nach dessen Tod im Alter von 46 Jahren.

## Grabstätte

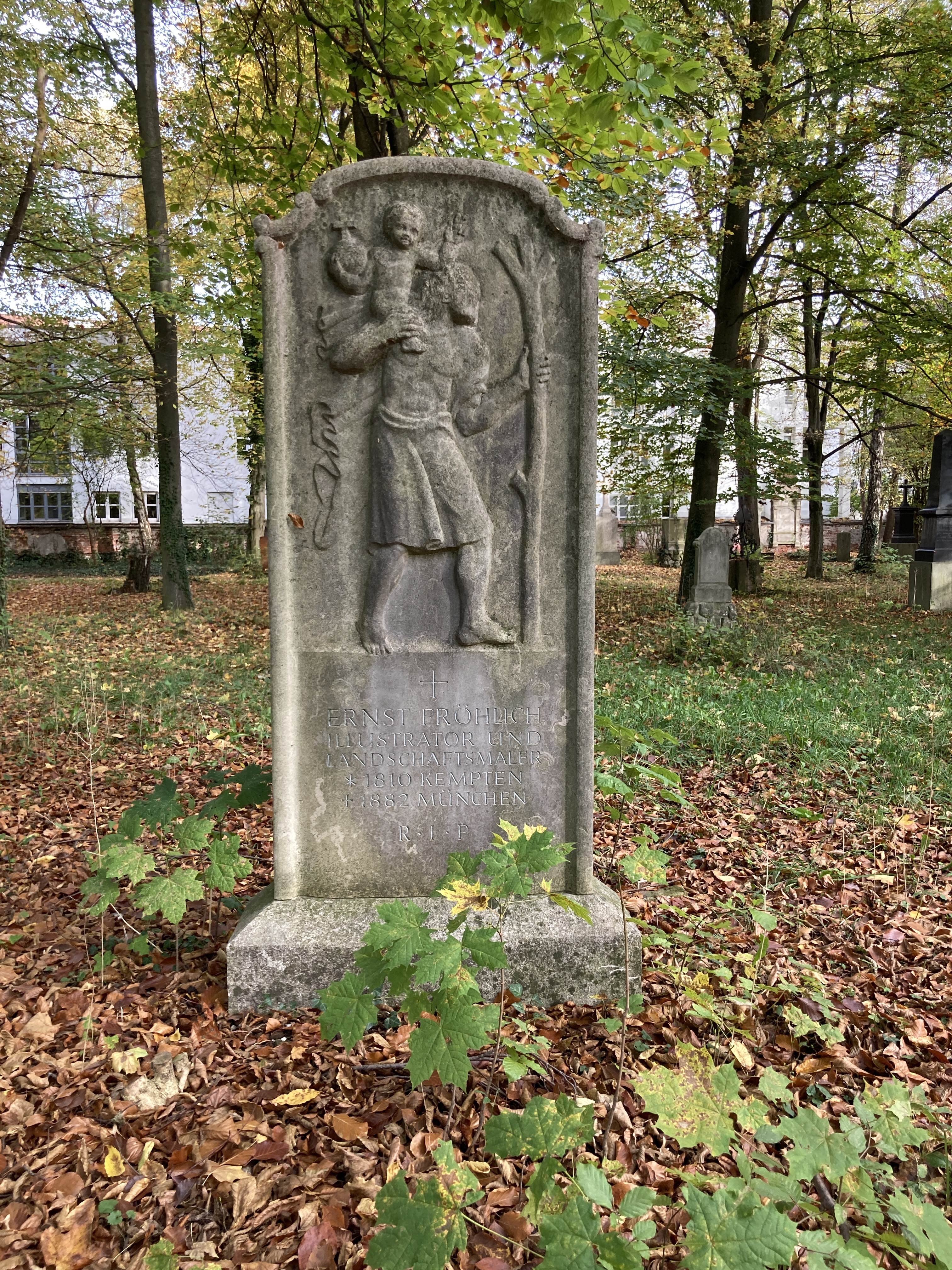
Grab von Alois Löcherer auf dem Alten Südlichen Friedhof in München

Die Grabstätte von Alois Löcherer befindet sich auf dem Alten Südlichen Friedhof in München (Gräberfeld 5 – Reihe 15 – Platz 39) Standort. In dem Grab liegen auch die Brüder seiner Frau Ernst Fröhlich und Bernhard Fröhlich. Auf dem Grabstein vermerkt ist nur Ernst Fröhlich.